# Reza Haghighi
Reza Haghighi (Mashhad, 1 februari 1989) is een Iraans voormalig professioneel voetballer die doorgaans speelde als middenvelder. Tussen 2006 en 2018 was hij actief voor Payam Mashhad, Fajr Sepasi, Persepolis, Padideh, Saba Battery, Suphanburi en Shahrdari Mahshahr. Haghighi maakte in 2012 zijn debuut in het Iraans voetbalelftal en kwam uiteindelijk tot acht interlandoptredens.

## Clubcarrière
Haghighi begon zijn carrière bij Payam Mashhad in zijn geboorteplaats. Hij debuteerde op 10 november 2006, toen hij pas zestien jaar oud was. In 2009 verkaste hij naar Fajr Sepasi, waar hij na drie jaar zelfs de aanvoerdersband kreeg toebedeeld. In de maanden daarna probeerde Persepolis de middenvelder over te nemen van Fajr Sepasi, maar hun bod werd uiteindelijk afgewezen. In de winterstop van dat seizoen 2012/13 kwamen de clubs echter toch nog tot een overeenkomst en Haghighi tekende voor tweeënhalf jaar bij Persepolis. Na zijn dienstverband bij Persepolis speelde hij achtereenvolgens korte periodes bij Padideh, Saba Battery en Suphanburi. In oktober 2016 keerde Haghighi terug bij Padideh, waar hij tekende tot medio 2018. Van januari tot juli 2018 stond hij onder contract bij Shahrdari Mahshahr. Hierop besloot Haghighi op negenentwintigjarige leeftijd een punt te zetten achter zijn actieve loopbaan.

## Clubstatistieken
| Seizoen | Club          | Competitie      | Competitie | Competitie | Beker | Beker | Internationaal | Internationaal | Totaal | Totaal |
| Seizoen | Club          | Competitie      | Wed.       | Dlp.       | Wed.  | Dlp.  | Wed.           | Dlp.           | Wed.   | Dlp.   |
| ------- | ------------- | --------------- | ---------- | ---------- | ----- | ----- | -------------- | -------------- | ------ | ------ |
| 2006/07 | Payam Mashhad | Azadegan League | 6          | 0          | 0     | 0     | 0              | 0              | 6      | 0      |
| 2007/08 | Payam Mashhad | Azadegan League | 21         | 0          | 3     | 0     | 0              | 0              | 24     | 0      |
| 2008/09 | Payam Mashhad | Iran Pro League | 21         | 1          | 1     | 0     | 0              | 0              | 22     | 1      |
| 2009/10 | Fajr Sepasi   | Iran Pro League | 11         | 0          | 0     | 0     | 0              | 0              | 11     | 0      |
| 2010/11 | Fajr Sepasi   | Azadegan League | 23         | 4          | 2     | 0     | 0              | 0              | 25     | 4      |
| 2011/12 | Fajr Sepasi   | Iran Pro League | 32         | 1          | 0     | 0     | 0              | 0              | 32     | 1      |
| 2012/13 | Fajr Sepasi   | Iran Pro League | 10         | 1          | 0     | 0     | 0              | 0              | 10     | 1      |
| 2012/13 | Persepolis    | Iran Pro League | 14         | 2          | 4     | 0     | 0              | 0              | 18     | 2      |
| 2013/14 | Persepolis    | Iran Pro League | 25         | 0          | 1     | 1     | 0              | 0              | 26     | 1      |
| 2014/15 | Persepolis    | Iran Pro League | 14         | 0          | 0     | 0     | 0              | 0              | 13     | 0      |
| 2014/15 | Padideh       | Iran Pro League | 7          | 1          | 0     | 0     | 0              | 0              | 7      | 1      |
| 2015/16 | Saba Battery  | Iran Pro League | 6          | 0          | 0     | 0     | 0              | 0              | 6      | 0      |
| 2016/17 | Padideh       | Iran Pro League | 5          | 0          | 0     | 0     | 0              | 0              | 5      | 0      |
| Totaal  | Totaal        | Totaal          | 195        | 10         | 11    | 1     | 0              | 0              | 206    | 11     |

## Interlandcarrière
Haghighi maakte zijn debuut in het Iraans voetbalelftal op 23 februari 2012. Op die dag werd een vriendschappelijke wedstrijd tegen Jordanië met 2–2 gelijkgespeeld. De middenvelder mocht van bondscoach Carlos Queiroz in de basis beginnen en hij speelde het gehele duel mee. Op 14 mei 2014 werd bekendgemaakt dat Haghighi onderdeel uitmaakt van de Iraanse voorselectie voor het WK 2014 in Brazilië.
| Interlands van Reza Haghighi voor Iran | Interlands van Reza Haghighi voor Iran | Interlands van Reza Haghighi voor Iran | Interlands van Reza Haghighi voor Iran | Interlands van Reza Haghighi voor Iran | Interlands van Reza Haghighi voor Iran |
| №                                      | Datum                                  | Wedstrijd                              | Uitslag                                | Competitie                             | Goals                                  |
| Als speler bij Fajr Sepasi             | Als speler bij Fajr Sepasi             | Als speler bij Fajr Sepasi             | Als speler bij Fajr Sepasi             | Als speler bij Fajr Sepasi             | Als speler bij Fajr Sepasi             |
| -------------------------------------- | -------------------------------------- | -------------------------------------- | -------------------------------------- | -------------------------------------- | -------------------------------------- |
| 1                                      | 23 februari 2012                       | Iran – Jordanië                        | 2 – 2                                  | Vriendschappelijk                      |                                        |
| 2                                      | 2 mei 2012                             | Iran – Mozambique                      | 3 – 0                                  | Vriendschappelijk                      |                                        |
| Als speler bij Persepolis              |                                        |                                        |                                        |                                        |                                        |
| 3                                      | 22 mei 2013                            | Oman – Iran                            | 3 – 1                                  | Vriendschappelijk                      |                                        |
| 4                                      | 19 november 2013                       | Libanon – Iran                         | 1 – 4                                  | AK 2015 kwalificatie                   |                                        |
| 5                                      | 3 maart 2014                           | Iran – Koeweit                         | 3 – 2                                  | AK 2015 kwalificatie                   |                                        |
| 6                                      | 18 mei 2014                            | Iran – Wit-Rusland                     | 0 – 0                                  | Vriendschappelijk                      |                                        |
| 7                                      | 30 mei 2014                            | Iran – Angola                          | 1 – 1                                  | Vriendschappelijk                      |                                        |
| 8                                      | 21 juni 2014                           | Argentinië – Iran                      | 1 – 0                                  | WK 2014                                |                                        |